# 안드리 발
| 이 사람의 이름은 동슬라브어군 이름입니다. 첫 번째 성은 발 이며 부칭은 미하일로비치 입니다. |

안드리 미하일로비치 발(우크라이나어: Андрій Михайлович Баль; 1958년 2월 16일, 르비우 주 로즈딜 ~ 2014년 8월 9일, 키이우 주 키이우)은 소련과 우크라이나의 프로 축구 선수로, 현역 시절 미드필더로 활약했으며, 이후 지도자로도 활동했다.

## 클럽 경력
우크라이나 소비에트 사회주의 공화국의 로즈딜 출신인 발은 리비우 유소년 축구 학교를 졸업했다. 1976년까지, 그는 카르파티 리비우의 1군에서 활약했다. 그는 5년 동안 리비우 연고 구단에서 활동하다가 디나모 키이우로 이적했다. 그는 현역 시절 대부분을 키이우에서 보내며 4번의 리그 우승을 거두었고, 쿠보쿠 SSSR도 4번 우승했다. 그는 주요 대회 준우승도 3번 입상했다. 그가 디나모 키이우에서 거둔 국제 대회 주요 성과로는 1986년 유러피언 컵위너스컵 우승을 들 수 있다. 1990년, 그는 디나모를 떠나 이스라엘의 마카비 텔 아비브로 이적했다. 그는 이 곳에서 1년을 보내고 브네이 예후다로 이적해 1993년에 은퇴했다.

## 국가대표팀 경력
발은 소련 국가대표팀 경기에 20번 출전했고, 1골을 득점했다. 그는 스페인에서 열린 1982년 월드컵에서 브라질을 상대로 20미터 거리에서 선제골을 기록했다. 그는 1976년 유럽 U-19 선수권 대회, 1977년 청소년 세계 선수권 대회를 우승했고, 유럽 U-21 선수권 대회 정상에 2번(1980년, 1990년) 올랐다. 그는 1986년 월드컵에 소련 선수단 일원으로 참가하기도 했지만, 이 대회 16강에서 벨기에에 연장전 끝에 패했다.

## 감독 경력
은퇴 후, 발은 이스라엘에서 지도자의 길에 들었다. 그가 처음 맡은 구단은 마카비 하이파였다. 그는 이 곳에서 수석 코치를 맡다가 마카비 헤르츨리야와 하코아 라마트 간의 감독을 맡았다. 2000년, 그는 우크라이나로 복귀해 디나모 키이우의 기술진 사단에 합류했다. 2001년, 그는 보르스클라 폴타바의 감독이 되었다. 2년 후, 그는 우크라이나 국가대표팀에서 올레흐 블로힌 감독을 보좌했다. 2007년 12월 14일, 그는 모스크바의 수석 코치로 취임해 다시 블로힌 감독을 보좌하게 되었다.
했다.

## 사생활
그의 형제인 오레스트 발도 프로 축구 선수였다.

## 최후
발은 2014년 8월 9일, 전직 선수들간 경기에서 혈전증으로 쓰러졌고, 향년 56세로 영면에 들었다.

## 수상

### 선수
- 유러피언 컵위너스컵: 1985-86[5]
- 소비에트 톱리그: 1981, 1985, 1986, 1990[5]
- 쿠보크 SSSR: 1982, 1985, 1987, 1990[5]

카르파티 리비우
- 소련 1부 리그: 1979[6]

브네이 예후다
- 토토컵: 1992[6]

소련 U-21
- 유럽 U-21 선수권 대회: 1980, 1990[5]

소련 U-20
- U-20 월드컵: 1977[5]

소련 U-19
- 유럽 U-19 선수권 대회: 1976[5]

### 감독
마카비 하이파
- 이스라엘 리그: 1993–94[6]